# Michał Jaworski (językoznawca)
Michał Eugeniusz Jaworski (ur. 4 września 1921 w Warszawie, zm. 6 września 1996 tamże) – polski językoznawca i dydaktyk, profesor nauk humanistycznych.

## Życiorys
Syn Jana i Janiny z domu Tomaszewska. W czasie powstania warszawskiego w stopniu podporucznika dowodził plutonem 6 kompanii „Jeremi” II batalionu „Lecha Grzybowskiego” Zgrupowania „Chrobry II” I Obwodu „Radwan” (Śródmieście) Armii Krajowej. Po kapitulacji powstania w niewoli niemieckiej (nr jeniecki 101956). W 1949 roku ukończył studia na Uniwersytecie Warszawskim. Doktoryzował się w 1967, natomiast stopień doktora habilitowanego uzyskał w 1977 roku. Tytuł naukowy profesora nauk humanistycznych otrzymał w 1981.
Początkowo pracował jako nauczyciel w szkołach średnich oraz studium nauczycielskiego, a w latach 1957–1963 był wizytatorem z ramienia Ministerstwa Oświaty. W 1959 roku odbył staże w Austrii i Szwajcarii. W 1969 podjął pracę na stanowisku docenta w Wyższej Szkole Nauczycielskiej w Kielcach, przekształconej następnie w Wyższą Szkołę Pedagogiczną. Był pierwszym dziekanem Wydziału Humanistycznego (1969–1974), a od 1975 do 1987 roku sprawował funkcję dyrektora Instytutu Filologii Polskiej. Był nadto w latach 1974–1990 członkiem Komitetu Językoznawstwa PAN.
Był uczniem Witolda Doroszewskiego, Juliana Krzyżanowskiego, Zenona Klemensiewicza i Jana Tokarskiego. Specjalizował się w gramatyce opisowej współczesnej polszczyzny i dydaktyce języka polskiego. Był autorem podręczników i ćwiczeń do języka polskiego dla szkół podstawowych i zawodowych. Należał do Towarzystwa Kultury Języka, pełniąc funkcję prezesa zarządu głównego (1988–1996).

## Ważniejsze publikacje
- 1959: „Gramatyka opisowa języka polskiego z ćwiczeniami” (współautor)
- 1969: „Nauczanie gramatyki języka ojczystego w szkołach podstawowych – studium porównawcze”
- 1974: „Podręczna gramatyka języka polskiego”
- 1978: „Metodyka nauki o języku polskim”
- 1988: „Terminy i pojęcia w programach i podręcznikach szkoły podstawowej”
- 1990: „Terminy i pojęcia w programach i podręcznikach szkół ponadpodstawowych”[2]

Ponadto był autorem 15 podręczników gramatyki dla wszystkich szczebli szkół.

## Odznaczenia
- Krzyż Kawalerski Orderu Odrodzenia Polski
- Złoty Krzyż Zasługi
- Srebrny Krzyż Zasługi
- Medal Komisji Edukacji Narodowej
- Warszawski Krzyż Powstańczy
- Medal za Warszawę 1939–1945
- Srebrny Medal „Zasłużonym na Polu Chwały”
- Krzyż Armii Krajowej